# کوه یخ (آلبوم)
کوه یخ چهارمبن آلبوم ابی است که در سال ۱۹۹۱ توسط شرکت ترانه روی سی‌دی منتشر شد.
این آلبوم در سال ۱۹۸۷ با عنوان کوه یخ (ابی ۳) توسط شرکت ترانه روی نوار کاست منتشر شده بود.
آلبوم کوه یخ شامل گزیده‌ای از آثار پیش و بعد از انقلاب ابی است.
گفتنی است سیاوش قمیشی آهنگساز قطعه کوه یخ در قسمتی از این اثر با ابی هم صدا شده‌است.

## لیست ترانه‌ها
در آلبوم کوه یخ ۱۲ ترانه وجود دارد که مشخصات آن‌ها به شرح زیر است:
| #  | نام ترانه  | ترانه سرا         | آهنگساز     | تنظیم کننده    |
| -- | ---------- | ----------------- | ----------- | -------------- |
| ۱  | قصه عشق    | هدیه              | صادق نوجوکی | صادق نوجوکی    |
| ۲  | کوه یخ     | بیژن سمندر        | سیاوش قمیشی | منوچهر چشم آذر |
| ۳  | برج        | اردلان سرفراز     | فرید زلاند  | منوچهر چشم آذر |
| ۴  | پاییز      | سیاوش قمیشی       | سیاوش قمیشی | منوچهر چشم آذر |
| ۵  | رحم کن     | شهیار قنبری       | فرید زلاند  | منوچهر چشم آذر |
| ۶  | گل واژه    | منصور تهرانی      | صادق نوجوکی | ناصر چشم‌آذر    |
| ۷  | سفر        | اردلان سرفراز     | فرید زلاند  | منوچهر چشم آذر |
| ۸  | غریبه      | مسعود فردمنش      | سیاوش قمیشی | منوچهر چشم آذر |
| ۹  | جعبه جواهر | بیژن سمندر        | سیاوش قمیشی | منوچهر چشم آذر |
| ۱۰ | منو ببخش   | اردلان سرفراز     | آندرانیک    | آندرانیک       |
| ۱۱ | خاکستری    | ایرج جنتی عطایی   | بابک بیات   | محمد اوشال     |
| ۱۲ | نگو با من  | همایون هوشیارنژاد | سیاوش قمیشی | منوچهر چشم آذر |